# Лукьяново (Сасовский район)
Лукья́ново — село в Сасовском районе Рязанской области России. Входит в состав Алёшинского сельского поселения.

## География
Расположена в центре района, в 200-ах м параллельно с автодорогой Р124 Шацк — Касимов, в 3 км от центра Сасово. Находится на левом крутом берегу реки Алёшни. Во время весеннего половодья реки Цна и Алёшня выходят из берегов и сливаются воедино, затапливая общую пойму и разливаясь на 4-5 км в ширину.
Ближайшие населённые пункты:

— город Сасово примыкает с севера;

— село Саблино в 2 км к юго-западу по асфальтированной дороге.
Ближайшая железнодорожная станция — Сасово.

## Население
| 1981 | 1989 | 2010 |
| ---- | ---- | ---- |
| 170  | ↘119 | ↘89  |

## Инфраструктура
По края деревни проходит трасса регионального значения Р124 Шацк — Касимов. В деревне 1 улица Придорожная. На западной окраине расположено кладбище и дачные участки. На противоположной стороне дороги находится автозаправочная станция и автосервис.